# اونتربودنیتس
اونتربودنیتس (به آلمانی: Unterbodnitz) یک شهر در آلمان است که در زاله‌هلتسلاند واقع شده‌است. اونتربودنیتس ۱۹۴ نفر جمعیت دارد.